# Tonny Meeuwssen
Tonny Meeuwssen (Milsbeek, 28 december 1943) is een Nederlands glaskunstenaar.
Meeuwssen volgde een opleiding tot glaskunstenaar in 1996. Hij exposeerde op verschillende tentoonstellingen waaronder de Internationale Glaskunstbeurs te Leerdam. Meeuwssen gebruikt speciaal glas wat door middel van verhitting en veredeling met behulp van een gespecialiseerde computergestuurde oven bewerkt wordt tot kunstobject.

## Exposities
- Museum Het Petershuis, Gennep, 2006
- Internationale Glaskunstbeurs, Leerdam, diverse jaren
- Glasexpo 2008, Glas In Historisch Licht, Kasteel Horn, Horn 2008
- Doorkijk, Milsbeek, augustus 2008
- Doorgang, Milsbeek, augustus 2009
- Fragmenten, Milsbeek, augustus 2010
- Glasexpo 2011, Glas In Historisch Licht, Kasteel Horn, Horn 2011
- Verbindingen, Milsbeek, augustus 2012
- Museum Het Petershuis, Gennep, 2014